# Nørrebro

Stadtteile der Kommune Kopenhagen (seit 2007): C = Nørrebro

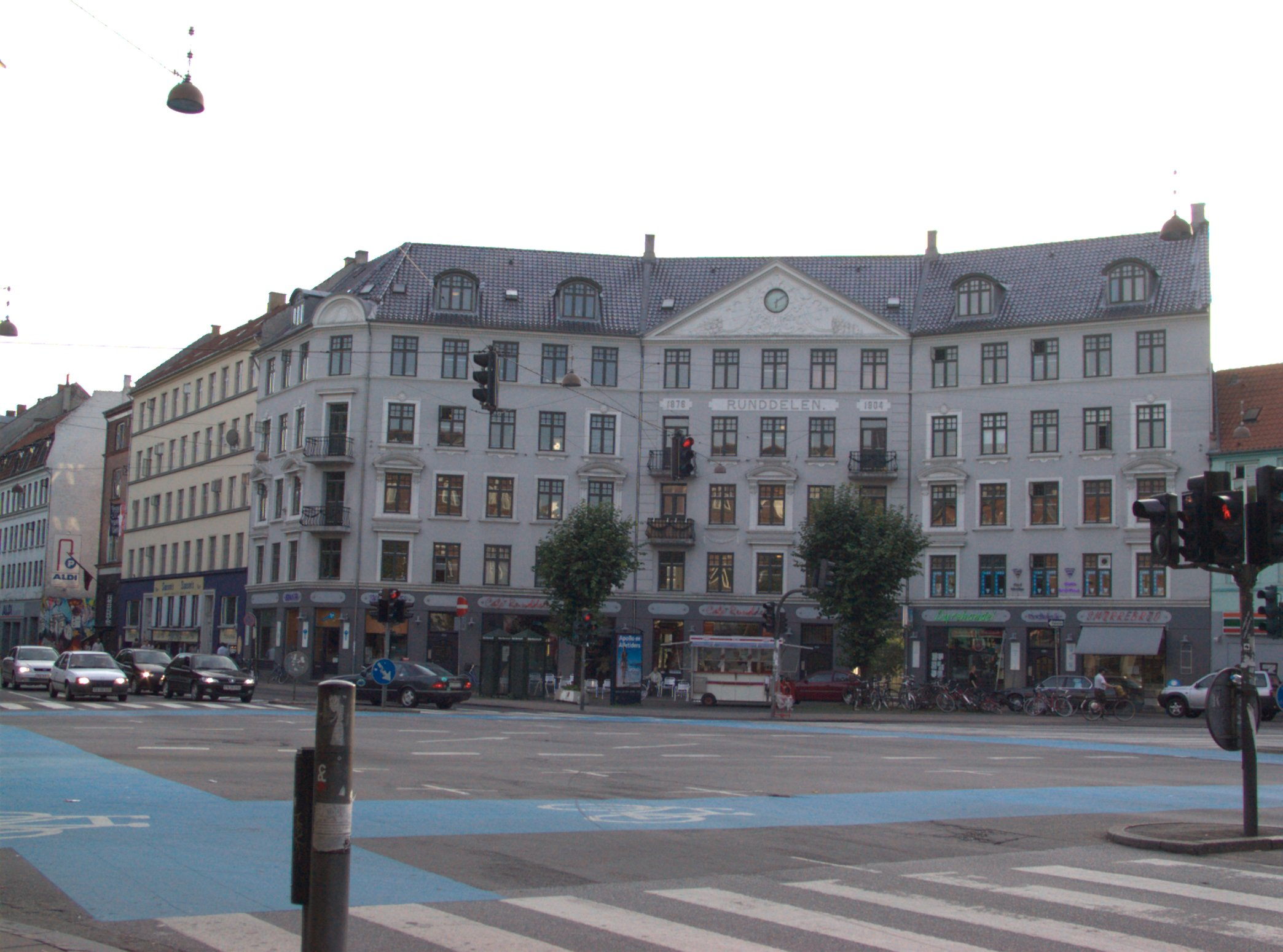
Nørrebros zentrale Kreuzung Nørrebros Runddel

Nørrebro (IPA: [nɶʁɛb̥ʁo]) ist einer von zehn Stadtteilen der dänischen Kommune Kopenhagen. Er liegt nordwestlich der Kopenhagener Seen und umfasst die beiden Viertel Indre Nørrebro (Inneres Nørrebro) und Ydre Nørrebro (Äußeres Nørrebro).
Nørrebro ist bekannt für einen verhältnismäßig hohen Anteil an Studenten, Einwanderern und sein multikulturelles Gepräge. Hauptstraße ist die Nørrebrogade, die auf einer Länge von ca. 2,5 Kilometer, von den Seen in der Stadtmitte bis zur Nørrebro Station, in nordwestlicher Richtung verläuft. Eine weitere bekannte Straße des Stadtteils ist die Elmegade, in deren unmittelbaren Umgebung viele Cafés, Bars, Restaurants und Plattenläden liegen. Der Platz St. Hans Torv ist bekannt für sein pulsierendes Nachtleben. Das sogenannte Rhabarberviertel (dän. Rabarberkvarteret) um die Rantzausgade hat sich zuletzt in einen urbanen Lebensraum gewandelt.
Der Stadtteil ist seit 2019 mit dem Cityring M3 an das Metronetz der Stadt angeschlossen.
2012 wurde Superkilen eröffnet, ein Ensemble öffentlicher Plätze, das der Begegnung der Bewohner dienen, den Erholungswert steigern und den multinationalen Charakter des Wohngebietes positiv unterstreichen soll. An dem Projekt war auch das deutsche Landschaftsarchitekturbüro Topotek1 beteiligt.

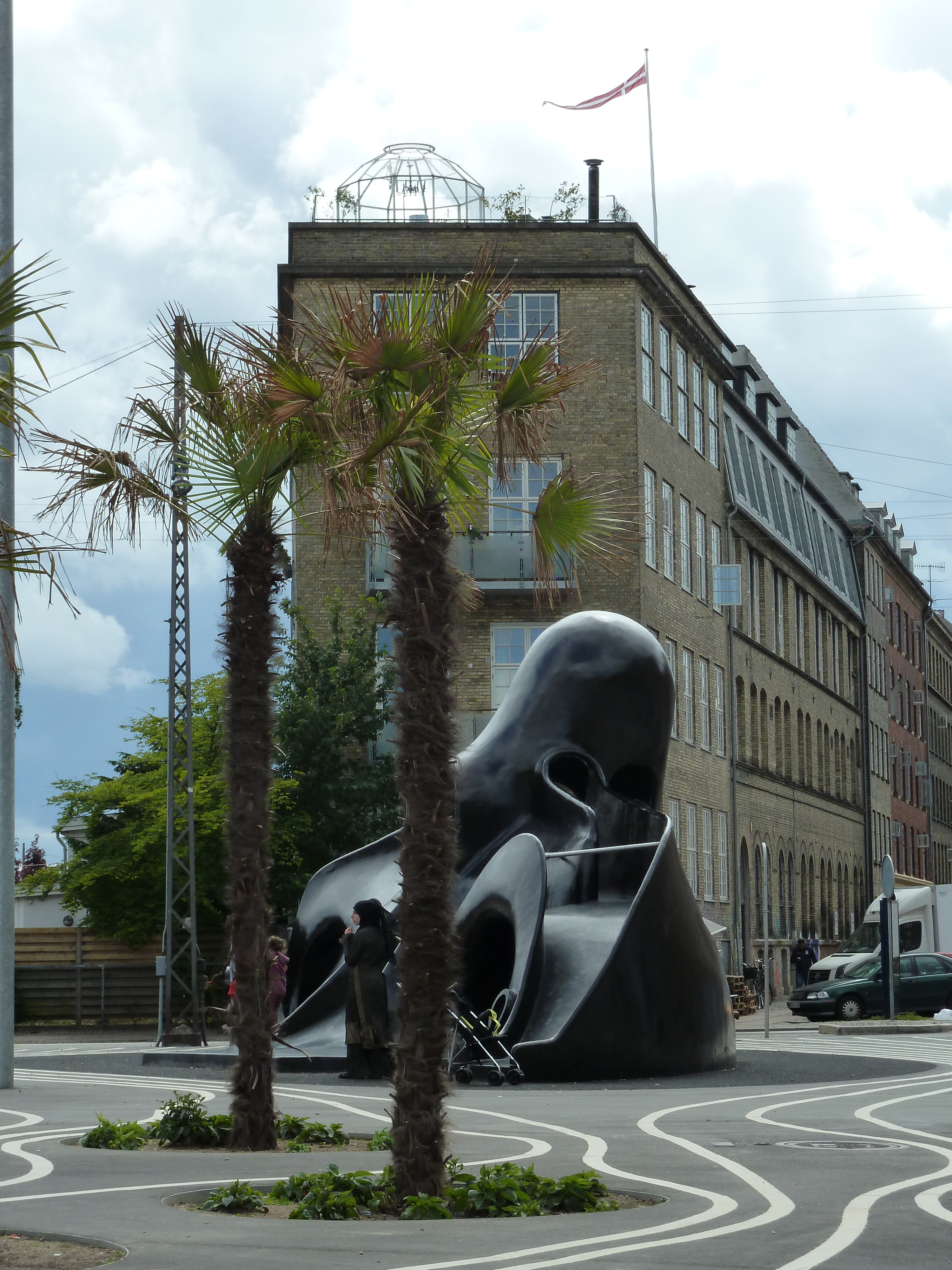
Chinesische Palmen
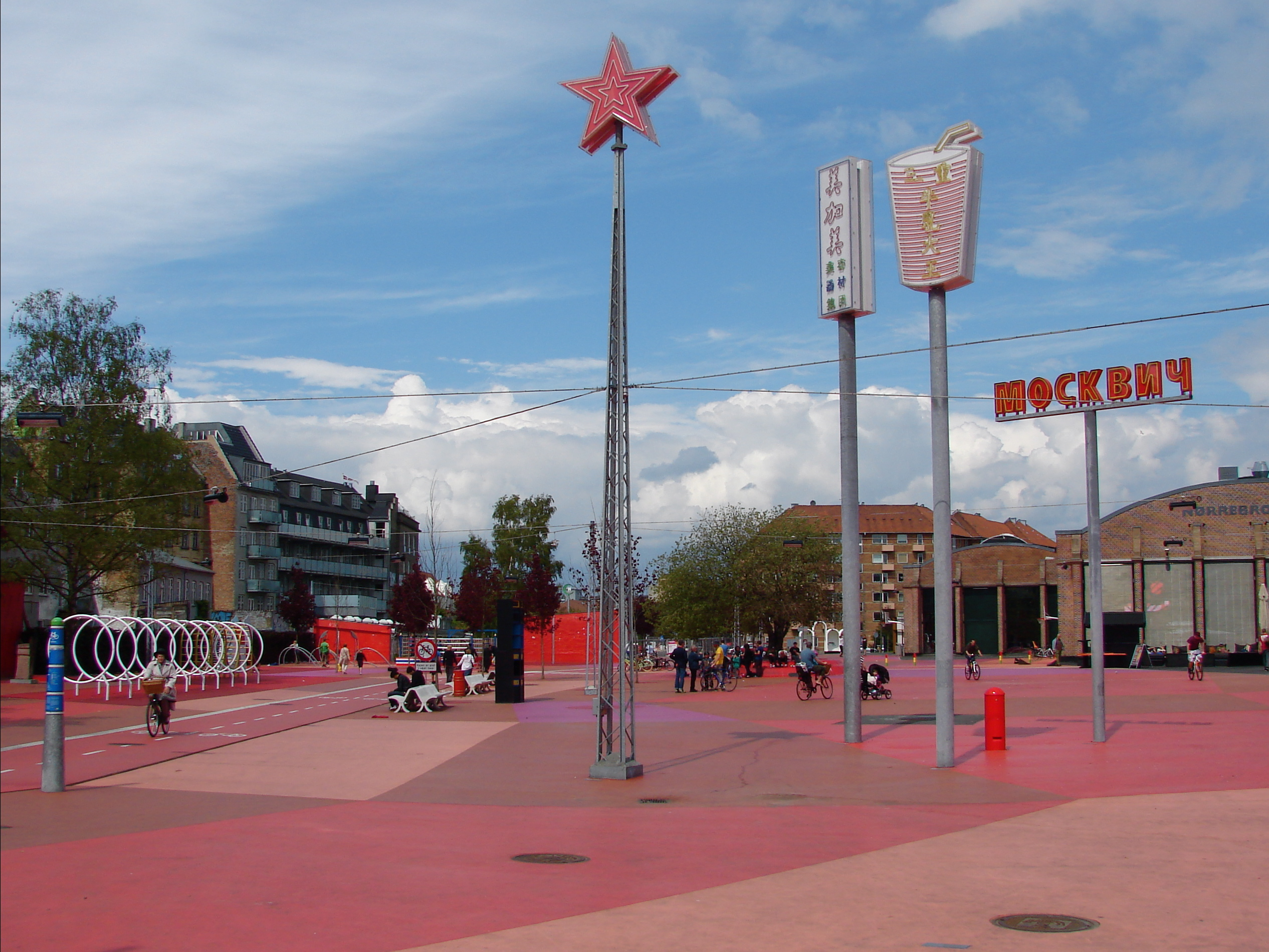
Roter Platz
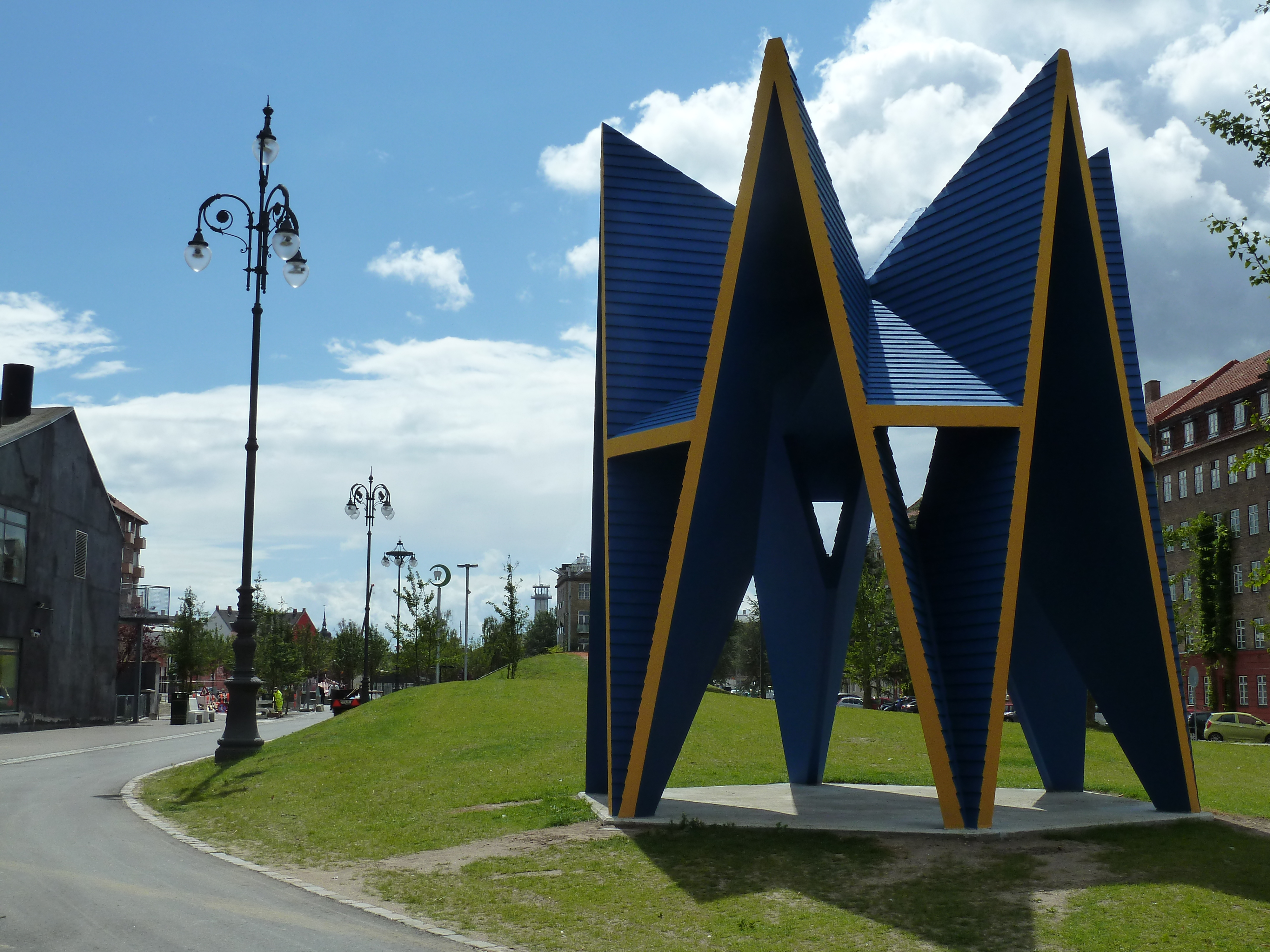
Russischer Pavillon
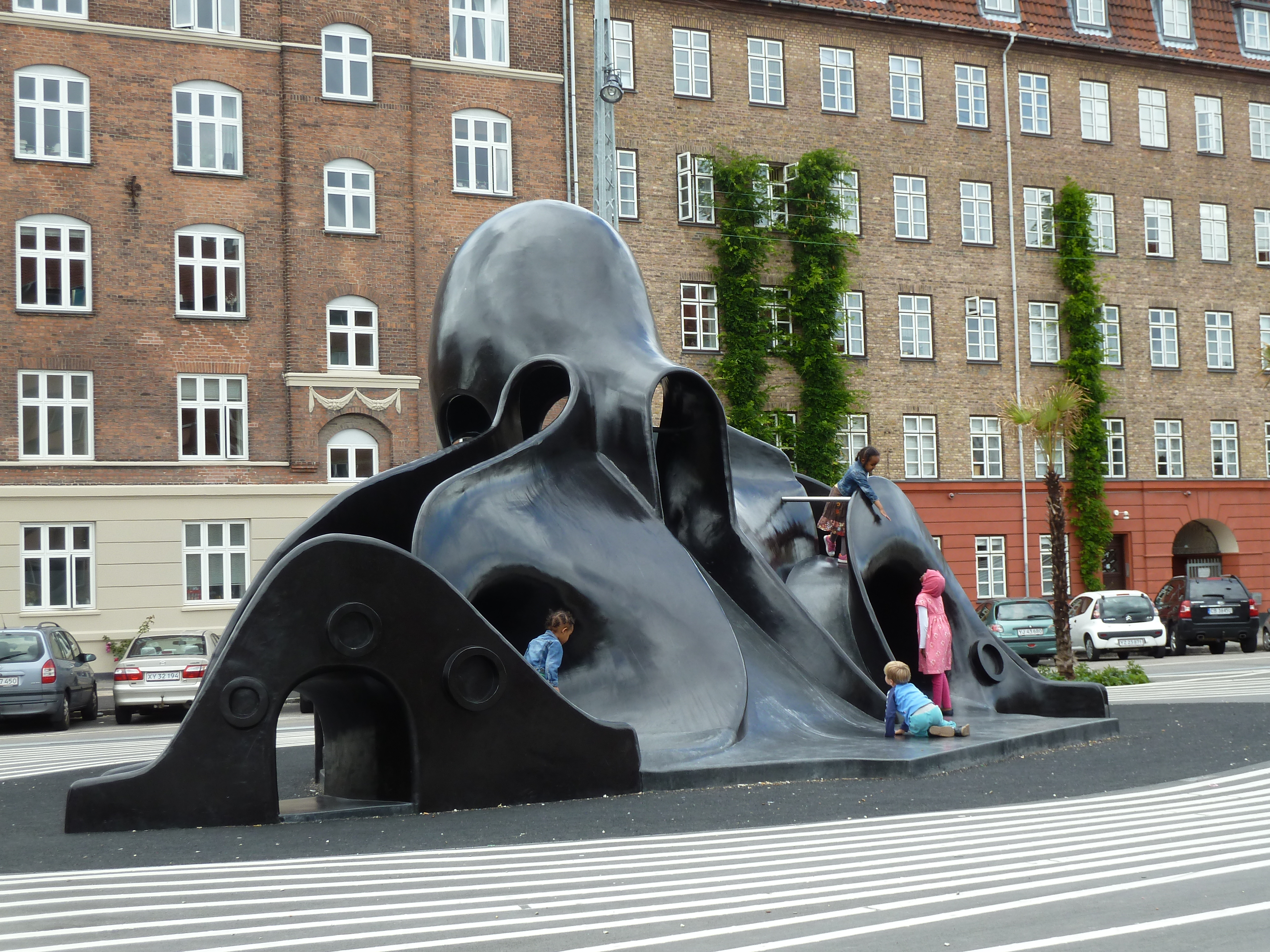
Japanischer Tintenfisch
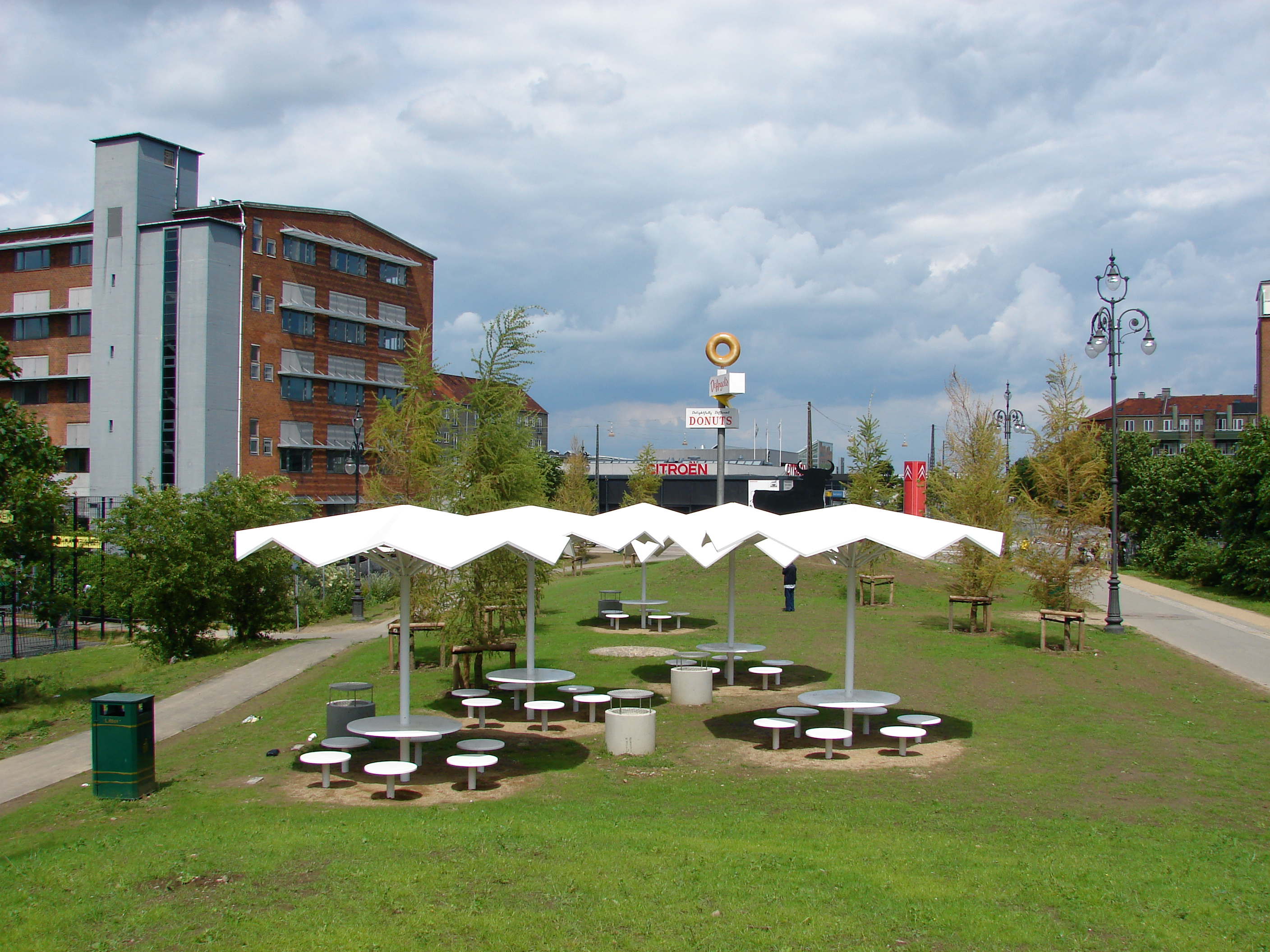
Armenische Picknick-Tische

Der Name des Viertels leitet sich her vom dänischen „nørre brolagt landevej“ (dt. „nördliche gepflasterte Chaussee“). Zum Viertel zählt der bedeutende Friedhof Assistens Kirkegård.

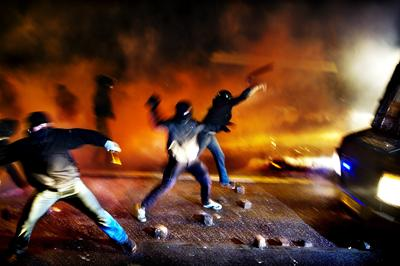
Unruhen 2007

Im 18. Jahrhundert lebten in Nørrebro vor allem Handwerker und Arbeiter, aber allmählich kamen auch Bürger und Beamte hinzu. Ab 1852 begann der große Bauboom. 1857 lebten hier 10.000 Menschen, 1901 waren es bereits 105.000. Dies führte zu hygienischen Problemen in Nørrebro und auch anderen Arbeiterquartieren in der Umgebung von Kopenhagen. Die Stadt ließ daraufhin das Sjællandsgade Bad errichten, damit die Arbeiter Zugang zu einer Waschmöglichkeit hatten.
Um 1970 begannen umfangreiche Stadterneuerungsprojekte. Drohende Abrisse führten zu massiven Unruhen, und seit Anfang der 1980er Jahre war Nørrebro für wiederholte Krawalle bekannt, zuletzt 2006/07, als das alternative Jugendzentrum Ungdomshuset abgerissen wurde.
In den 2010er Jahren wurde Nørrebro in den Medien vor allem als sozialer Brennpunkt thematisiert. Einerseits wurde über zunehmende Gewaltdelikte von Migranten berichtet. Jugendliche aus Einwandererfamilien beklagten im Gegenzug eine rassistische Behandlung durch die Polizei. Das British Foreign & Commonwealth Office hatte britische Touristen damals zu besonderer Vorsicht in Nørrebro aufgefordert.

## Verkehr
Seit 2019 ist Nørrebro mit den Stationen Nuuks Plads, Nørrebros Runddel, Nørrebro und Skjolds Plads an die Linie M3 (Cityringen) der Metro Kopenhagen angeschlossen. Zudem besteht Anschluss an den S-tog. Wie ganz Kopenhagen verfügt auch Nørrebro über ein exzellentes Radverkehrsnetz.

## Söhne und Töchter der Stadt
- Ole Molin (1936–2024), Jazzmusiker